# Ramir III
Ramir III (961 - Astorga, 985) fou rei de Lleó (966-984).
Va néixer el 961, i està documentat per primera vegada el 27 de març de 967. Fill de Sanç I de Lleó i la seva esposa Teresa Ansúrez. Va succeir al seu pare amb tan sols cinc anys quedant llavors la regència del regne de Lleó sota les mans de la seva tia, la monja Elvira de Lleó, i la seva pròpia mare, que a la mort del seu espòs també es retirà en un monestir. Gràcies a aquest fet Ramir III sempre comptà amb el suport del clergat lleonès.
Es va casar vers 979 amb Sança, de la qual es desconeix la filiació, però que hom ha atribuït al comte Gómez Díaz de Carrión, segons la teoria de Pérez de Urbel. D'aquest matrimoni nasqué l'infant Ordoni Ramírez, casat amb Cristina de Lleó, filla de Beremund II
Com a rei va ratificar el tractat de pau amb el califa de Còrdova al-Hàkam II i es va enfrontar contra les tropes normandes que havien envair les costes gallegues. El 976 amb l'arribada al poder del califa Hixem II va concloure el període de pau amb els musulmans, i les tropes musulmanes amb el visir Almansor al seu capdavant es van dedicar a devastar el nord de la península. Davant d'una possible invasió del nord, navarresos, castellans i lleonesos van unir-se per fer front a Almansor, però van ser derrotats a la batalla de Rueda (981).
Va intentar instaurar una monarquia absolutista, cosa que va accentuar la tendència separatista del Regne de Castella i Galícia respecte al Regne de Lleó. Així mateix, unit a les constants derrotes davant els musulmans, va provocar que els nobles es revoltessin contra el rei, proclamant el seu cosí Beremund II de Lleó, fill bastard d'Ordoni III de Lleó.
Va morir a Destriana el 25 de juny de 985. Les seves restes van ser enterrades al monestir de San Miguel de Destriana.